# Флаг Бенина
Государственный флаг Бенина (фр. Drapeau du Bénin) — изначально принят в 1958 году. Был изменён в 1975 году после прихода к власти марксистов и установления Народной Республики Бенин. После упразднения социализма был вновь принят 1 августа 1990 года. Цвета флага — традиционные пан-африканские цвета и несут культурные, политические и региональные значения. Зелёный цвет представляет надежду новой демократии, красный символизирует мужество предков, а жёлтый — сокровища нации.

## История
При французском колониальном правлении в Дагомее, как тогда назывался Бенин, не было собственного регионального флага. Власти были обеспокоены тем, что это может усилить националистические настроения и привести к призывам к независимости. С ростом движения за деколонизацию в Африке, 4 декабря 1958 года Франция предоставила ограниченную автономию Дагомее как самоуправляющейся республике во Французском сообществе.
Флаг был выбран 16 ноября 1959 года и остался неизменным, после того как Дагомея стала независимой менее чем через год, 1 августа 1960 года. Цвета флага — пан-африканские. Они были использованы Африканским демократическим объединением, политической партией, представляющей интересы Французской Западной Африки в Национальном собрании Франции во время деколонизации.
В 1972 году в стране произошел государственный переворот: новое правительство присоединилось к марксистско-ленинским идеалам. Чтобы символизировать революционные перемены, режим переименовал страну в Народную Республику Бенин и через три года установил новый флаг зелёного цвета с пятиконечной красной звездой в верхнем левом углу.
Зелёный флаг оставался в силе до 1990 года, когда экономические проблемы и ослабление власти Советского Союза, вызвавшие крах социалистической системы, завершились упразднением Народной Республики Бенин. Страна была переименована в Республику Бенин и 1 августа 1990 года восстановлен старый флаг